# Quollastria fossulata
Quollastria fossulata is een bidsprinkhaankreeftensoort uit de familie van de Squillidae. De wetenschappelijke naam van de soort is voor het eerst geldig gepubliceerd in 1986 door Moosa.